# Laemocoridea
Laemocoridea is een geslacht van wantsen uit de familie van de Miridae (blindwantsen). Het geslacht werd voor het eerst wetenschappelijk beschreven door Bertil Robert Poppius in 1921.

## Soorten
Het genus bevat de volgende soorten:

- Laemocoridea brasiliensis Carvalho, 1988
- Laemocoridea dispersa (Carvalho, 1944)
- Laemocoridea punctata (Carvalho & Rosas, 1965)
- Laemocoridea quadrimaculata Poppius, 1921